# Labourdonnaisia calophylloides
Labourdonnaisia calophylloides là một loài thực vật có hoa trong họ Hồng xiêm. Loài này được Bojer mô tả khoa học đầu tiên năm 1841.

## Hình ảnh

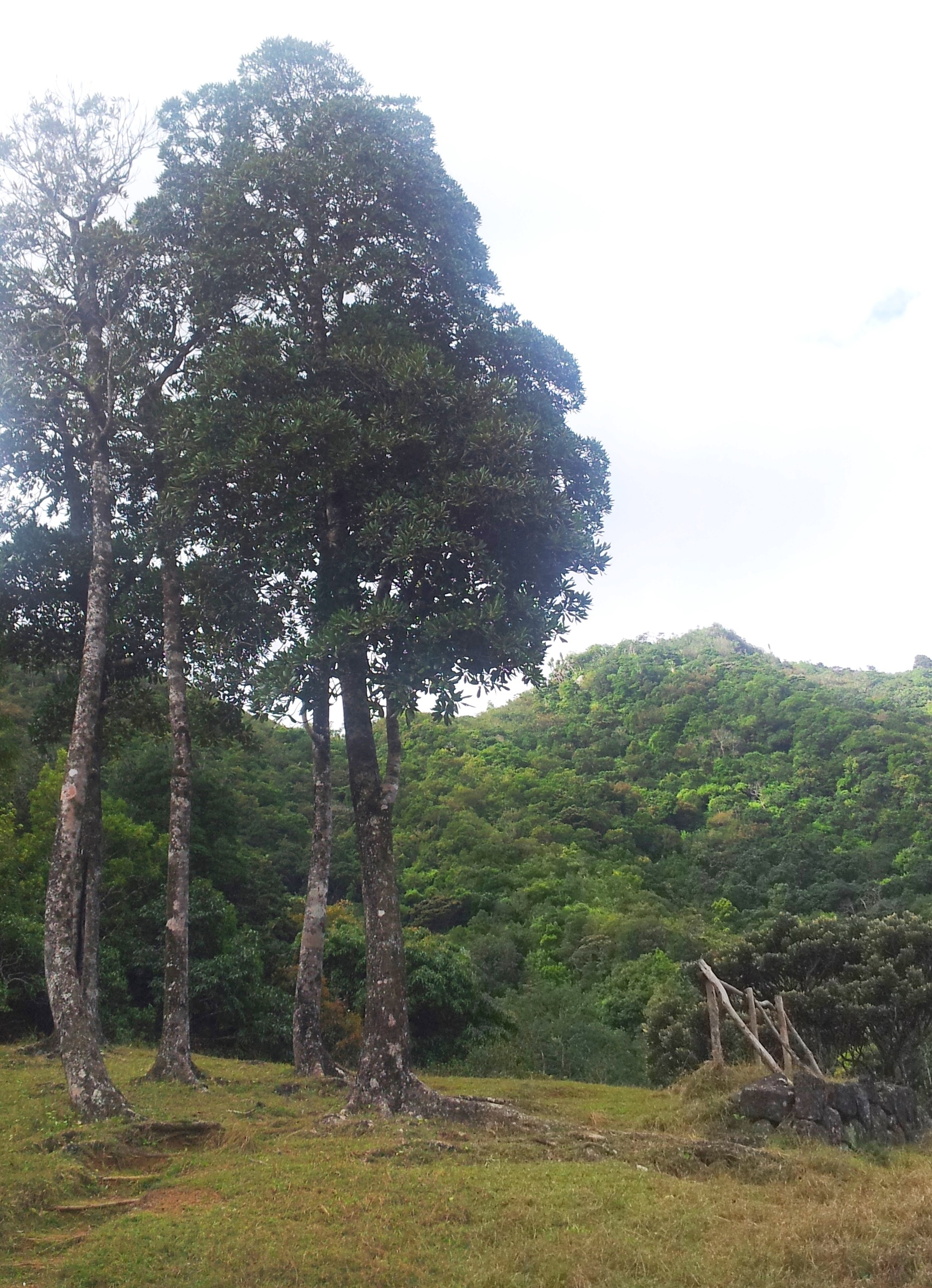
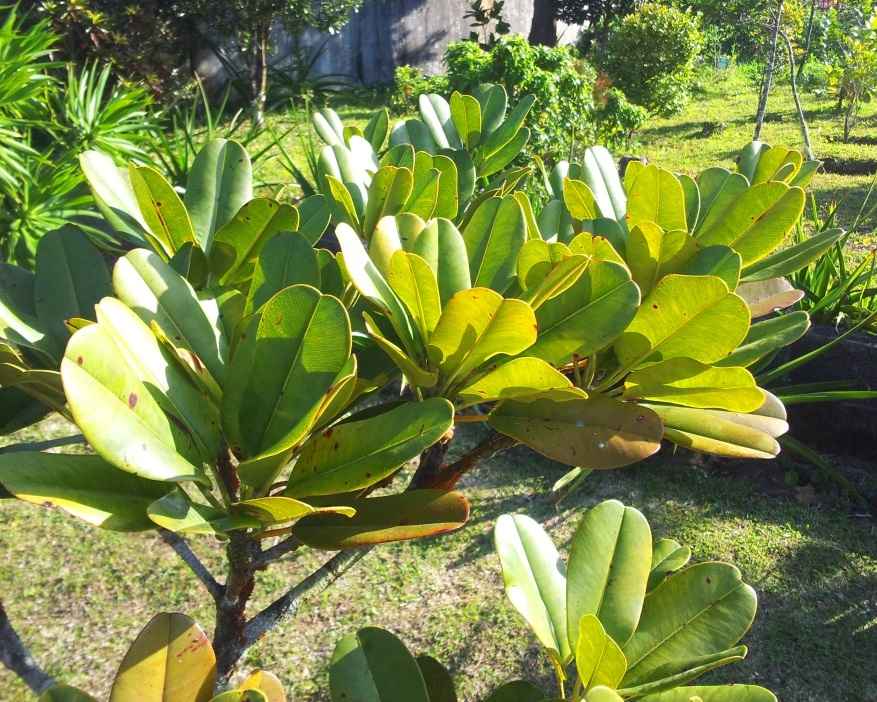
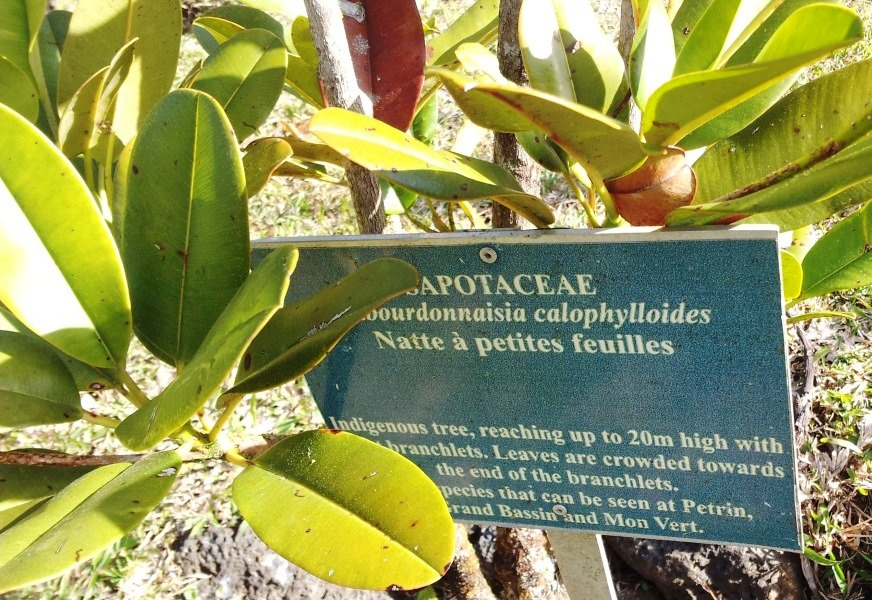